# Astra 3A
Astra 3A je jedním z komunikačních satelitů Astra vlastněných a provozovaných společností SES. Byl vypuštěn v roce 2002 na orbitální slot Astra 23.5°E a poskytoval digitální televizní a rozhlasové DTH (direct-to-home) a obousměrné satelitní širokopásmové služby v celé Evropě a na Středním východě. Družice poskytovala dva vysílací svazky s horizontální a vertikální polarizací, které pokrývaly v podstatě stejné oblasti Evropy - především země střední Evropy.
Astra 3A byla připravena nahradit družici DFS-Kopernikus 3, poskytovat dodatečnou kapacitu pro země Beneluxu a střední Evropy a k vytvoření SES Astra třetí hlavní evropské družicové hotspot po Astra 19,2 ° E a Astra 28,2 ° E s přístupem ke kanálům v obou polohách pomocí jediné paraboly vybavené nízkošumovým monoblokem Duo LNB.
V této roli by se televizní signály daly přijímat parabolou s průměrem 50 cm v Německu, Rakousku, Švýcarsku, Belgii, Nizozemsku, Lucembursku, České republice, nejvíce v Dánsku a v některých částech Francie, Itálie, Polska, Slovinska a na Slovensku. Příjem byl dokonce možný ve vzdálených zemích jako ve Skotsku, Švédsku a Srbsku, kdy byly použity větší paraboly (asi 110 cm v průměru).
Kromě jednotlivých televizních kanálů mohla Astra 3A poskytovat placené televizní sítě včetně Kabel Deutschland (Německo), CanalDigitaal (Nizozemsko), TV Vlaanderen (Belgie), CS Link (Slovensko a Česká republika) a Skylink (Slovensko a Česká republika). Od 1. února 2012 byly v průběhu roku některé služby přenášeny mimo satelit a v říjnu 2012 byla Astra 3A přesunuta na oběžnou dráhu na 23,7° východně se všemi službami nesenými na přilehlé družici Astra 3B.
V listopadu 2013, byla Astra 3A přesunuta na pozici 176,9° západně, kde zůstává v nakloněné oběžné dráze jako záloha satelitu SES NSS-9.
V červnu 2015 se pohybovala Astra 3A na východ rychlostí přibližně 1,5° / den.